# Leiopython bennettorum
Leiopython bennettorum là một loài rắn trong họ Pythonidae. Loài này được Hoser mô tả khoa học đầu tiên năm 2000.